# Metanepsia javana
Metanepsia javana är en tvåvingeart som beskrevs av Edwards 1927. Metanepsia javana ingår i släktet Metanepsia och familjen svampmyggor. Inga underarter finns listade i Catalogue of Life.